# Micrathena donaldi
Micrathena donaldi là một loài nhện trong họ Araneidae.
Loài này thuộc chi Micrathena. Micrathena donaldi được Arthur Merton Chickering miêu tả năm 1961.